# Куршумлия
Куршу̀млия (на сръбски: Куршумлија или Kuršumlija) е град и административен център на едноименната община в Топлишкия окръг, Сърбия. Според Националната статистическа служба на Република Сърбия през 2011 г. градът има 13 200 жители.
Градът е разположен в историческия регион на Поморавието. Между 1870 и 1878 г. Куршумлия е част от Българската екзархия, а от 1915 до 1918 г. – и част от България.

## Демография
Броят на населението в годините 1948 – 2011 е както следва: